# Белый пудинг
Белый пудинг (англ. White pudding), Овсяный пудинг (англ. oatmeal pudding) или Мучнистый пудинг (англ. mealy pudding) — мясное блюдо (пудинг), популярное в Ирландии, Шотландии, Нортумберленде, Новой Шотландии и Ньюфаундленде.
Белый пудинг во многом похож на чёрный пудинг, но не содержит крови. Согласно современным рецептам, белый пудинг приготавливается из смеси нутряного сала или жира, овсяных хлопьев или ячменя, панировочных сухарей и, в некоторых случаях, свинины или свиной печени, заправленной в натуральную или целлюлозную колбасную оболочку. Старинные рецепты белого пудинга предусматривали более широкий спектр ингредиентов.

## История и рецепты
Белый пудинг часто считается очень старинным блюдом, которое, как и чёрный пудинг, было традиционным способом использования субпродуктов после ежегодного забоя скота. В то время, как рецепты чёрного пудинга появляются впервые ещё в римских источниках, белый пудинг, вероятно, имеет специфически средневековое происхождение, возможно, как кулинарный потомок средневековых подслащённых рецептов типа бланманже, сочетающих измельчённую курицу, рис и миндаль, или как способ смягчить вкус субпродуктов путём добавления сливок, яиц и панировочных сухарей.
Постные версии белого пудинга прежде были обычным явлением, так как их можно было есть во время Великого поста.
Многие старые рецепты предусматривают подслащение блюда: так, в британский пудинг XV века входили свиная печень, сливки, яйца, панировочные сухари, изюм и финики. В собрании рецептов 1588 года описывается белый пудинг из говяжьего сала, панировочных сухарей, яичного желтка и коринфского изюма, приправленный мускатным орехом, сахаром и корицей. В середине XVIII века в рецепте белого пудинга Элизабет Раффальд «Белые пудинги в оболочке» сочетались рис, свиное сало и яйца с молотым миндалём, изюмом, сахаром, корицей и мускатным орехом. Однако, в целом, в этот период как субпродукты, такие, как печень или лёгкие, так и сладкие ингредиенты в белом пудинге использовались всё реже.
Наряду с этими более изысканными и сложными рецептами, в Ирландии, Шотландии и некоторых частях Северной Англии была популярна более простая разновидность белого пудинга из сала, овсяных хлопьев (или ячменя в Нортумберленде), приправ и лука в овечьих или коровьих кишках. В источниках подобного рода пудинги фиксируются также достаточно рано. Так, в рецепте, приведённом в книге Ханны Вулли 1670 года The Queen-Like Closet, использовались нашинкованные свиные лёгкие, которыми были заполнены натуральные колбасные оболочки. Более дорогостоящий овсяный пудинг из книги XVIII века Compleat Housewife, готовился из говяжьего жира и сливок, загущался овсяной кашей и смешивался с яичными желтками, после чего запекался в блюде с костным мозгом.
В гэльскоязычных частях Шотландии и Ирландии их называли marag gheal или putóg bhán. Эти пудинги на основе овсяной каши сохранились в современной ирландской и шотландской кухне, хотя и со значительными региональными различиями. Современные коммерческие шотландские белые пудинги, как правило, основаны на овсяных хлопьях, луке и говяжьем жире; та же смесь, просто обжаренная на сковороде, известна как скирли. В Ирландии белые пудинги также содержат значительную долю свинины или свиной печени и свиного жира. Для промышленного изготовления большинства современных белых пудингов используется синтетическая целлюлозная оболочка; обычно их варят или готовят на пару; типичные используемые специи включают перец, шалфей и мускатный орех.

## Приготовление
Белый пудинг можно приготовить целиком или нарезать ломтиками и обжарить или приготовить на гриле. Ирландский белый пудинг — важная часть традиционного ирландского завтрака. Шотландский белый пудинг часто подают, как и скирли, с говяжьим фаршем и картофелем, или его можно приготовить во фритюре.

## Региональные варианты
Белые пудинги когда-то также ассоциировались с юго-западной Англией: поэт Джон Тейлор в XVII веке упоминает «белые пудинги Сомерсетшира». Пудинг из свинины, который до сих пор готовят в Сомерсете, Корнуолле и Девоне, очень похож на вышеописанный белый пудинг Шотландии и Ирландии.
Другой шотландский вариант, фруктовый пудинг, готовится из говяжьего жира и овсяных хлопьев с сухофруктами.